# 熱水湖鎮
熱水湖鎮，或稱阿逸班那，是柔佛州昔加末县拉美士的一个鎮區及甘榜，因其温泉產業聞名而得名。

## 設施
- 阿逸班那宗教學校（Sekolah Agama Pekan Air Panas）
- 登能华小（SJK (C) Tenang）

## 交通
- 駛經阿逸班那路（英语：Jalan Ayer Panas）（J151）到達